# Badminton 1987
Höhepunkte des Badmintonjahres 1987 waren die Weltmeisterschaft, der Konica Cup und der Weltcup. 
== World Badminton Grand Prix ==
| Veranstaltung          | Herreneinzel           | Dameneinzel              | Herrendoppel                           | Damendoppel                         | Mixed                             |
| ---------------------- | ---------------------- | ------------------------ | -------------------------------------- | ----------------------------------- | --------------------------------- |
| Chinese Taipei Open    | Misbun Sidek           | Kirsten Larsen           | Liem Swie King Eddy Hartono            | Chung Myung-hee Hwang Hye-young     | Steen Fladberg Gillian Clark      |
| Japan Open             | Xiong Guobao           | Li Lingwei               | Liem Swie King Eddy Hartono            | Lin Ying Guan Weizhen               | Lee Deuk-choon Chung Myung-hee    |
| Dutch Open             | Poul-Erik Høyer Larsen | Sarwendah Kusumawardhani | Mark Christiansen Stefan Karlsson      | Christine Magnusson Maria Bengtsson | Stefan Karlsson Maria Bengtsson   |
| Poona Open             | Morten Frost           | Astrid van der Knaap     | Martin Dew Dipak Tailor                | Gillian Clark Gillian Gowers        | Martin Dew Gillian Gilks          |
| German Open            | Darren Hall            | Qian Ping                | Sawei Chanseorasmee Sakrapee Thongsari | Lin Ying Guan Weizhen               | Martin Dew Gillian Gilks          |
| Scandinavian Open      | Yang Yang              | Li Lingwei               | Li Yongbo Tian Bingyi                  | Lin Ying Guan Weizhen               | Stefan Karlsson Maria Bengtsson   |
| All England            | Morten Frost           | Kirsten Larsen           | Li Yongbo Tian Bingyi                  | Chung Myung-hee Hwang Hye-young     | Lee Deuk-choon Chung Myung-hee    |
| French Open            | Ib Frederiksen         | Kim Yun-ja               | Lee Deuk-choon Kim Moon-soo            | Chung Myung-hee Hwang Hye-young     | Park Joo-bong Kim Yun-ja          |
| Hong Kong Open         | Xiong Guobao           | Han Aiping               | Zhang Qiang Zhou Jincan                | Kim Yun-ja Chung So-young           | Billy Gilliland Gillian Gowers    |
| China Open             | Zhao Jianhua           | Li Lingwei               | Li Yongbo Tian Bingyi                  | Lin Ying Guan Weizhen               | Zhou Jincan Lin Ying              |
| Weltmeisterschaft      | Yang Yang              | Han Aiping               | Li Yongbo Tian Bingyi                  | Lin Ying Guan Weizhen               | Wang Pengren Shi Fangjing         |
| Thailand Open          | Zhao Jianhua           | Luo Yun                  | Li Yongbo Tian Bingyi                  | Lin Ying Guan Weizhen               | Peter Buch Grete Mogensen         |
| Malaysia Open          | Yang Yang              | Li Lingwei               | Jalani Sidek Razif Sidek               | Lin Ying Guan Weizhen               | Steen Fladberg Gillian Clark      |
| Indonesia Open         | Yang Yang              | Li Lingwei               | Liem Swie King Eddy Hartono            | Ivanna Lie Rosiana Tendean          | Jan Paulsen Gillian Gowers        |
| Carlton-Intersport-Cup | Sze Yu                 | Fiona Elliott            | Mark Christiansen Stefan Karlsson      | Fiona Elliott Sara Halsall          | Henrik Svarrer Dorte Kjær         |
| English Masters        | Morten Frost           | Kirsten Larsen           | Jalani Sidek Razif Sidek               | Dorte Kjær Nettie Nielsen           | Jesper Knudsen Nettie Nielsen     |
| Denmark Open           | Torben Carlsen         | Lee Young-suk            | Razif Sidek Jalani Sidek               | Atsuko Tokuda Yoshiko Tago          | Mark Christiansen Maria Bengtsson |
| Canadian Open          | Park Sung-bae          | Chun Sung-suk            | Lee Deuk-choon Lee Sang-bok            | Cho Young-suk Kim Jung-ja           | Andy Goode Gillian Gowers         |
| Scottish Open          | Jens Peter Nierhoff    | Fiona Elliott            | Jens Peter Nierhoff Michael Kjeldsen   | Gillian Gowers Helen Troke          | Thomas Lund Gitte Paulsen         |
| Grand Prix Finale      | Xiong Guobao           | Li Lingwei               | Li Yongbo Tian Bingyi                  | Lin Ying Guan Weizhen               | Stefan Karlsson Maria Bengtsson   |

## Terminkalender
| Veranstaltung                                       | Ort                               | Beginn             | Ende               |
| --------------------------------------------------- | --------------------------------- | ------------------ | ------------------ |
| Chinese Taipei Open 1987                            | Taipeh                            | 14. Januar 1987    | 18. Januar 1987    |
| Westdeutsche Badmintonmeisterschaft 1987            | Mülheim an der Ruhr               | 17. Januar 1987    | 18. Januar 1987    |
| Japan Open 1987                                     | Ōsaka                             | 21. Januar 1987    | 25. Januar 1987    |
| Deutsche Badmintonmeisterschaft 1987                | Oberhausen                        | 30. Januar 1987    | 1. Februar 1987    |
| Polnische Badmintonmeisterschaft 1987               | Lublin                            | 30. Januar 1987    | 1. Februar 1987    |
| Englische Badmintonmeisterschaft 1987               | Crawley                           | 31. Januar 1987    | 3. Februar 1987    |
| German Juniors 1987                                 | Gütersloh                         | 7. Februar 1987    | 8. Februar 1987    |
| Irish Open 1987                                     | Belfast                           | 12. Februar 1987   | 15. Februar 1987   |
| Badminton bei den Canada Games 1987                 | Cape Breton Regional Municipality | 14. Februar 1987   | 28. Februar 1987   |
| German Open 1987                                    | Düsseldorf                        | 24. Februar 1987   | 1. März 1987       |
| All England 1987                                    | London                            | 11. März 1987      | 15. März 1987      |
| Swiss Open 1987                                     | Lausanne                          | 13. März 1987      | 15. März 1987      |
| Iceland International 1987                          | Reykjavík                         | 14. März 1987      | 15. März 1987      |
| French Open 1987                                    | Paris                             | 17. März 1987      | 22. März 1987      |
| Hong Kong Open 1987                                 | Hongkong                          | 2. April 1987      | 5. April 1987      |
| China Open 1987                                     | Nanjing                           | 7. April 1987      | 12. April 1987     |
| Badminton-Junioreneuropameisterschaft 1987          | Warschau                          | 12. April 1987     | 19. April 1987     |
| Austrian International 1987                         | Wien                              | 24. April 1987     | 26. April 1987     |
| Slowakische Badmintonmeisterschaft 1987             | Žilina                            | 2. Mai 1987        | 3. Mai 1987        |
| Badminton-Weltmeisterschaft 1987                    | Peking                            | 18. Mai 1987       | 24. Mai 1987       |
| Plume d’Or 1987                                     | Baden                             | 29. Mai 1987       | 30. Mai 1987       |
| DDR-Badmintonmeisterschaft 1987                     | Greifswald                        | 30. Mai 1987       | 31. Mai 1987       |
| BMW Open 1987                                       | Saarbrücken                       | 13. Juni 1987      | 14. Juni 1987      |
| Spanish International 1987                          | El Escorial                       | 3. Juli 1987       | 5. Juli 1987       |
| Thailand Open 1987                                  | Bangkok                           | 7. Juli 1987       | 12. Juli 1987      |
| Malaysia Open 1987                                  | Kuala Lumpur                      | 14. Juli 1987      | 19. Juli 1987      |
| Indonesia Open 1987                                 | Jakarta                           | 23. Juli 1987      | 26. Juli 1987      |
| Carebaco-Meisterschaft 1987                         | Kingston                          | 28. August 1987    | 30. August 1987    |
| Badminton bei den Südostasienspielen 1987           | Jakarta                           | 9. September 1987  | 20. September 1987 |
| Jamaikanische Badmintonmeisterschaft 1987           | Kingston                          | 26. September 1987 | 28. September 1987 |
| Badminton World Cup 1987                            | Kuala Lumpur                      | 30. September 1987 | 4. Oktober 1987    |
| English Masters 1987                                | London                            | 15. Oktober 1987   | 18. Oktober 1987   |
| Denmark Open 1987                                   | Esbjerg                           | 23. Oktober 1987   | 25. Oktober 1987   |
| Canadian Open 1987                                  | Calgary                           | 29. Oktober 1987   | 1. November 1987   |
| USSR International 1987                             | Moskau                            | 30. Oktober 1987   | 1. November 1987   |
| Badminton-Panamerikameisterschaft 1987              | Lima                              | 15. November 1987  | 22. November 1987  |
| Scottish Open 1987                                  | Edinburgh                         | 19. November 1987  | 22. November 1987  |
| Badminton bei den Chinesischen Nationalspielen 1987 | Guangzhou                         | 20. November 1987  | 5. Dezember 1987   |
| Badminton-Juniorenweltmeisterschaft 1987            | Jakarta                           | 21. November 1987  | 29. November 1987  |
| Kanadische Badmintonmeisterschaft 1987              | Ottawa                            | 1. Dezember 1987   | 5. Dezember 1987   |
| Japanische Badmintonmeisterschaft 1987              | Higashi-Kamata                    | 8. Dezember 1987   | 13. Dezember 1987  |
| Schweizer Badmintonmeisterschaft 1988               | Uzwil                             | 12. Dezember 1987  | 13. Dezember 1987  |
| Badminton-Asienmeisterschaft 1987                   | Semarang                          | 19. Dezember 1987  | 23. Dezember 1987  |